# Murray, Utah
Murray là một thành phố thuộc hạt Salt Lake, tiểu bang Utah, Hoa Kỳ.

## Lịch sử
Thành phố Murray được thành lập năm 1847 tại thung lũng Salt Lake bởi những di dân tiên phong người Mormon. Đến năm sau, một nhóm dân di cư khác cũng đến đây và lập ra những khu dân cư rải rác trong vùng vào mùa thu năm 1848. Lúc đầu, thành phố không có tên gọi là Murray mà được gọi bởi nhiều cái tên khác nhau như "Mississippi Ward", "Cottonwood", "Big Cottonwood" hay "South Cottonwood". Đến thập niên 1860, khu vực này mới chỉ là nơi sinh sống của khoảng 20 gia đình. Kinh tế của vùng chủ yếu dựa trên canh tác đất đai cho đến khi những mỏ quặng được tìm ra vào năm 1869. Sau đó, những lò luyện kim đã được xây dựng tại đây và khu vực này trở thành một trong những trung tâm lớn về luyện kim trong suốt 30 năm tiếp đó. Thành phố liên tục phát triển. Cái tên Murray ngày nay bắt nguồn từ tên vị tướng trong thời kỳ nội chiến Eli Murray. Ông cũng là thống đốc bang Utah trong thời gian từ năm 1880 đến 1886.

## Địa lý
Thành phố Murray nằm tại vị trí 40°39′9″B, 111°53′36″T. Tổng diện tích thành phố là 24,9 km².

## Nhân khẩu
Theo điều tra dân số năm 2000, dân số của thành phố Murray là 34.024 người, mật độ dân số là 1367 người/km². Sau đợt sáp nhập năm 2004, hiện nay dân số của Murray đã lên tới 46.000 người.
Phân bố chủng tộc tại Murray:
- Người da trắng: 91,56%
- Người da đen: 0,99%
- Người da đỏ bản địa: 0,63%
- Người châu Á: 1,83%
- Người các quần đảo Thái Bình Dương: 0,33%
- Các sắc tộc khác: 2,77%
- Người mang nhiều hơn 2 sắc tộc: 1,89%
- Người latinh (Hispanic): 7,49%

## Công dân tiêu biểu
- David Archuleta, ca sĩ đoạt á quân American Idol 7
- Britton Johnsen, vận động viên bóng rổ NBA